# Auguststraße (Braunschweig)
Die Auguststraße ist eine Hauptstraße in der Innenstadt von Braunschweig. Sie ist Teil des neuen City-Rings Braunschweigs. Die Auguststraße verläuft vom Ägidienmarkt zum John-F.-Kennedy-Platz.

## Geschichte
Der Name Auguststraße stammt aus neuerer Zeit. 1338 wurde die Straße unter dem Namen vor sunte Iliendore erwähnt, 1480 als vor sunte Egidiendore. Mit der Eröffnung des neuen Augusttores, das zu Ehren von Herzog August Wilhelm benannt wurde, wurde die Straße in vor dem Augustthore umbenannt. 1813 wurde der Name in Am Augustthore geändert. Seit 1857 trägt die Straße schließlich den Namen Auguststraße.
1890 eröffnete in der Auguststraße 28 die Augusta-Drogerie. Im Januar 1939 wurde das Korbsche Haus (Finanzamt) in der Auguststraße 6 renoviert. Beim 23. Luftangriff auf die Stadt Braunschweig am 5. August 1944 wurde auch die Auguststraße getroffen.
Ende der 1950er Jahre wurde die Auguststraße verbreitert und die Gebäude an der Westseite abgebrochen. Der südliche Teil der Auguststraße, deren südliches Ende sich ursprünglich östlich von der Wolfenbüttler Straße befand, wurde so weit nach Westen verbreitert, dass die Fahrspuren direkt in die Wolfenbüttler Straße führten.
Am 10. Mai 1967 zog das Finanzamt aus den Gebäuden 6–8 in ihren Neubau im Altewiekring 20. Am 7. Dezember 1984 feierte das Amt für Agrarstruktur in der Auguststraße 6 sein 150-jähriges Bestehen.
Von den 1960ern bis in die 1990er Jahre erfolgte an der Auguststraße der Wiederaufbau der Gebäude. Am 30. Juli 1968 wurde das neue Gebäude der Nordstern-Versicherung seiner Bestimmung übergeben. Die letzte Baulücke wurde von 1993 bis 1995 durch die Errichtung eines neuen Hotelkomplexes in der Auguststraße 6–8 geschlossen. Dabei wurde der erhaltene östliche Gebäudeteil des Korbschen Hauses miteinbezogen. Der Großteil des Gebäudes wurde nach dem Zweiten Weltkrieg abgetragen. Die Grundsteinlegung erfolgte am 3. Juni 1993.
Am 14. Februar 1990 eröffnete das Sozialamt der Stadt Braunschweig in der Auguststraße 9–10.

## Bauwerke

### Dannenbaumsches Haus

Das Dannenbaumsche Haus um 1900

Unter der Adresse Auguststraße 33 befand sich das Dannenbaumsche Haus, ein großes Patrizierhaus aus dem Jahre 1517. Wie fast die gesamte Bebauung der Auguststraße, wurde das Haus während des verheerenden Bombenangriffs vom 15. Oktober 1944 zerstört und nie wieder aufgebaut.